# Gajul
Gajul – gaun wikas samiti w zachodniej części Nepalu w strefie Rapti w dystrykcie Rolpa. Według nepalskiego spisu powszechnego z 2011 roku liczył on 1044 gospodarstwa domowe i 5257 mieszkańców (2891 kobiet i 2366 mężczyzn).